# 岡日鎮區 (密歇根州)
岡日鎮區（英語：Ganges Township）是位於美國密歇根州阿勒根縣的一個行政鎮區。

## 地方資料
岡日鎮區的面積為84.70平方千米，當中陸地面積為83.00平方千米，而水域面積為1.70平方千米。根據2010年美國人口普查的數據，當地共有人口2574人，而人口密度為每平方千米30.39人。